# Preben Mahrt
Preben Mahrt (28 de julio de 1920 – 19 de diciembre de 1989) fue un actor de nacionalidad danesa.

## Biografía
Nacido en Hellebæk, Dinamarca, sus padres eran Holger Georg Mahrt y Valborg Emilie Olsen. Tras superar sus estudios escolares, se formó en la escuela del Teatro Real de Copenhague entre 1939 y 1941.
Fue actor del Aarhus Teater entre los años 1942 y 1944. Trabajó también en diferentes obras de revista así como en musicales representados tanto en Copenhague como en provincias.
Además, en los años 1950 se hizo conocido por participar en anuncios comerciales de la marca Brylcreem. En 1963 participó en el concurso Dansk Melodi Grand Prix con la canción "Abstrakt", aunque quedó el último.
Otro trabajo que le dio fama fue el personaje Albert Arnesen en la serie televisiva Matador.
Mahrt se casó por vez primera con la actriz Erni Arneson (1948-1950), casándose otra vez en 1953, siendo su segunda esposa la actriz Marguerite Viby. En 1978 se despidió de la escena, retirándose con su tercera esposa, Britta Sylvester Hvid (1919-1991), a vivir en la Provenza, Francia. Preben Mahrt falleció allí en el año 1989, siendo enterrado en el Cementerio de Vestre, en Copenhague.

## Filmografía (selección)
- 1941 : Tante Cramers testamente
- 1942 : Regnen holdt op
- 1942 : Når bønder elsker
- 1942 : Ta' briller på
- 1947 : Lise kommer til byen
- 1947 : Hatten er sat
- 1948 : I de lyse nætter
- 1948 : Hvor er far?
- 1949 : Det gælder os alle
- 1950 : Op og ned langs kysten
- 1950 : Lynfotografen
- 1950 : Min kone er uskyldig
- 1950 : Din fortid er glemt
- 1951 : Hold fingrene fra mor
- 1951 : Vores fjerde far
- 1955 : Tre finder en kro
- 1956 : Den store gavtyv
- 1956 : Hvad vil De ha'?
- 1957 : Natlogi betalt
- 1957 : Lån mig din kone
- 1957 : Amor i telefonen
- 1957 : Skarpe skud i Nyhavn
- 1958 : Mor skal giftes
- 1958 : Pigen og vandpytten
- 1959 : Kærlighedens melodi
- 1959 : Far til fire på Bornholm
- 1959 : Helle for Helene
- 1959 : Tre må man være
- 1959 : Vi er allesammen tossede
- 1960 : Kvindelist og kærlighed
- 1960 : Eventyrrejsen
- 1960 : Forelsket i København
- 1961 : Den hvide hingst
- 1962 : Rikki og mændene
- 1964 : Slottet
- 1964 : Mord for åbent tæppe
- 1964 : Don Olsen kommer til byen
- 1965 : Pigen og millionæren
- 1965 : Jeg - en kvinde
- 1965 : Jensen længe leve
- 1965 : Flådens friske fyre
- 1966 : Pigen og greven
- 1966 : Slap af, Frede
- 1966 : Soyas tagsten
- 1967 : Nyhavns glade gutter
- 1967 : Elsk din næste
- 1969 : Mig og min lillebror og Bølle
- 1970 : Nøglen til Paradis
- 1971 : Guld til præriens skrappe drenge
- 1971 : I morgen, min elskede
- 1971 : Min søsters børn når de er værst
- 1972 : Nu går den på Dagmar
- 1974 : I Tyrens tegn
- 1974 : Mafiaen, det er osse mig
- 1974 : Overklassens hemmelige sexglæder
- 1975 : I Tvillingernes tegn
- 1976 : Brand-Børge rykker ud
- 1976 : Spøgelsestoget